# Tanjung Sakti (Lemong)
Tanjung Sakti is een bestuurslaag in het regentschap Lampung Barat van de provincie Lampung, Indonesië. Tanjung Sakti telt 230 inwoners (volkstelling 2010).